# Onthophagus uenoi
Onthophagus uenoi är en skalbaggsart som beskrevs av Teruo Ochi 1995. Onthophagus uenoi ingår i släktet Onthophagus och familjen bladhorningar. Utöver nominatformen finns också underarten O. u. borneomontanus.